# Али Хамнеј
Ајатолах Али Хамнеј (перс. سید علی خامنه ای; Мешхед, 19. април 1939) је врховни вођа Ирана од јуна 1989. године. Он је други вођа, наследио је Рухолаха Хомеинија. Раније је био председник Ирана од 1981. до 1989. године. По националности је Азер. Ожењен је и има шесторо деце.
Према његовој званичној веб страници, Хамнеј је ухапшен шест пута пре него што је послан у изгнанство на три године током владавине Мохамада Резе Пахлавија. Након Иранске револуције и збацивања шаха, био је мета покушаја атентата у јуну 1981. године који му је парализовао десну шаку, па је од тада принуђен да пише и да се рукује левом шаком. Медији често погрешно преносе да му је парализована цела десна рука, али он може да је користи. Хамнеј је био један од иранских лидера током Иранско-ирачког рата 1980-их година и развио је блиске везе са сада моћном Револуционарном гардом коју он контролише и чије команданте он бира и разрешава. Револуционарна гарда је била распоређена да сузбије његову опозицију. Хамнеј је био трећи ирански председник од 1981. до 1989. године, док је постао блиски савезник првог врховног вође Рухолаха Хомеинија. Непосредно пре смрти, Хомеини је имао неслагања са наследником којег је изабрао - Хусеином Али Монтазеријем - тако да није било договора о наследнику када је Хомеини умро. Скупштина стручњака изабрала је Хамнеја за следећег врховног вођу 4. јуна 1989. године, када је имао 50 година. Према Акбару Хашеми Рафсанжанију, Хамнеј је био човек кога је Хомеини изабрао за свог наследника пре смрти. Хамнеј је на челу службеника Астан Кудс Разавија од 14. априла 1979.
Као врховни вођа, Хамнеј је најмоћнији политички ауторитет у Исламској Републици. Он је шеф државе Ирана, врховни заповедник његових оружаних снага, и може издавати уредбе и доносити коначне одлуке о главним владиним политикама у многим областима као што су економија, животна средина, спољна политика и национално планирање у Ирану. Хамнеј има директну или индиректну контролу над извршном, законодавном и судском граном власти, као и над војском и медијима, према Кариму Садјадпуру. Све кандидате за Скупштину стручњака, Председништво и Меџлис (Парламент) проверава Савет чувара, чије чланове директно или индиректно бира врховни вођа Ирана. Било је и случајева када је Савет чувара укинуо забрану одређеним људима након што му је Хамнеј наложио.
Током Хамнејеве владавине било је великих протеста, укључујући протесте Казвин из 1994. године, иранске студентске протесте 1999, протесте због иранских председничких избора 2009, иранске протесте 2011–2012, иранске протесте 2017–2018, иранске генералне штрајкове и протесте 2018–2019 и иранске протесте 2019–2020. Новинарима, блогерима и другим појединцима суђено је у Ирану због оптужби за вређање врховног вође Хамнеја, често у вези са оптужбама за богохуљење. Њихове казне укључивале су шибање и затвор, а неки од њих су умрли у притвору. Што се тиче нуклеарног програма Ирана, Хамнеј је 2003. године издао фетву забрањујући производњу, залихе и употребу свих врста оружја за масовно уништавање, али не и за употребу горива попут уранијума у цивилне сврхе.

## Посета Југославији 1989.
На позив председништва СФРЈ је као председник Ирана од 20. до 22. фебруара 1989. био у званичној посети Југославији, заједно са министром спољашњих послова Алијем Акбаром Велајетијем, и министром за економске послове Мохамедом Џавадом Ирванијем. На београдском аеродрому га је, уз највише војне и државне почасти, дочекао државни врх Југославије на челу са председником председништва Раифом Диздаревићем. У Београду је положио венац на Споменик Незнаном јунаку, и касније је положио цвеће на Титов гроб, приликом чега се уписао у спомен-књигу посетилаца. Пред одлазак у Сарајево је 21. фебруара од градоначелника Александра Бакочевића добио златну спомен-плакету Београда, и према традицији је засадио дрво мира у Парку пријатељства. У Сарајеву су га дочекали званичници СР БиХ на челу са председником Николом Филиповићем, а током боравка тамо је посетио Гази Хусрев-бегову џамију, где је присуствовао молитви после које се обратио окупљеним верницима, библиотеку непосредно близу џамијие, и касније се упутио ка Енергоинвесту. Хамнеи се срео и са ефендијама и муфтијама осталих југословенских република.
Трећег и последњег дана посете се вратио у Београд, где је пред око 50 новинара одржао конференцију. Велика већина времена је протекла у питањима и одговорима везаним за Сатанске стихове писца Салмана Рушдија, који су изашли годину дана раније. Тадашњи врховни вођа Ирана Рухолах Хомеини је снажно и јавно осудио то дело. Хамнеи је током конференције Рушдија углавном називао "особом која тврди да је писац", а за дело је рекао да је то књига у којој се вређају осећања једне милијарде муслимана, и да њој пружају подршку извесне политике и извесне владе, што је чињеница која је веома лоша, неприхватљива и која се не може бранити. Хамнеију су постављена и два питања о томе да ли су они који су га осудили уопште прочитали књигу, и какви су изгледи са случај буде расплетен. На прво питање је рекао да, ако неко схвати да је Рушди увредио осећања милиона муслимана, тиме што је на гадан и веома ружан начин вређао пророка Мухамеда, његове жене и пратиоце, онда не мора ни да је чита реч по реч. Додао је и да су већ сви и прочитали ту књигу. На друго питање везано за расплет случаја је рекао да он нема решења, и том приликом изјавио: "Стрела је одапета. Веома је брижљиво нанишањена и путује ка свом циљу. Стога арогантни људи треба да науче шта им се може десити ако вређају и понижавају друге".
Хамнеј се 2009, скоро 21 годину касније, у једној објави осврнуо на ову посету. Навео је да је био дочекан топло и са великим поштовањем, али да упркос томе што је Југославија била несврстана, ни услед његовог великог инсистирања није хтела да исламској републици Ирану прода конвенционално оружје, попут пушака и тенкова.